# Wright & Teague
Wright & Teague es una empresa de joyería británica, creada en 1984 por Gary Wright y Sheila Teague. Se ubica en Dover Street, Mayfair, Londres. 
Todas las joyas de la firma Wright & Teague están diseñadas por Gary Wright y Sheila Teague, hechas a mano en Inglaterra, principalmente en su propio taller, y caracterizadas por la Oficina de Determinación de Londres. 
La colección incluye piezas que llevan leyendas o inscripciones de poemas y canciones que son personales a los diseñadores y su relación, que se considera muy grabado en la tipografía, incluyendo su propia escritura a mano, en anillos y colgantes. 
Gary Wright y Sheila Teague estudiaron en el Central St. Martins College of Art and Design en Londres, por tanto tienen la Licenciatura en Diseño de Joyería. Ellos se especializan en la fundición del material, el esmaltado vítreo, y el grabado. 

## Exposiciones
- Exposiciones de Tiaras en el Victoria and Albert Museum de Londres.
- Joyas a medida para las colecciones del Palacio de Buckingham y del Museo Británico.
- Colaboración con diseños para Ruby & Millie Cosmetics, Inc.
- Exposición de clavijas en oro de 18 quilates, encargada por Foundlings Museum, con la colaboración de Clore Duffield Foundation y la adjudicación de Damon Albarn, Richard Wentworth y Jacqueline Wilson.
- Exclusiva colección de joyas de plata encargado por Oxfam y el comercio justo realizado por la sociedad Arca de Noé en la India. Disponible en Oxfam, la primera boutique de Diseño en Westbourne Grove, Londres.

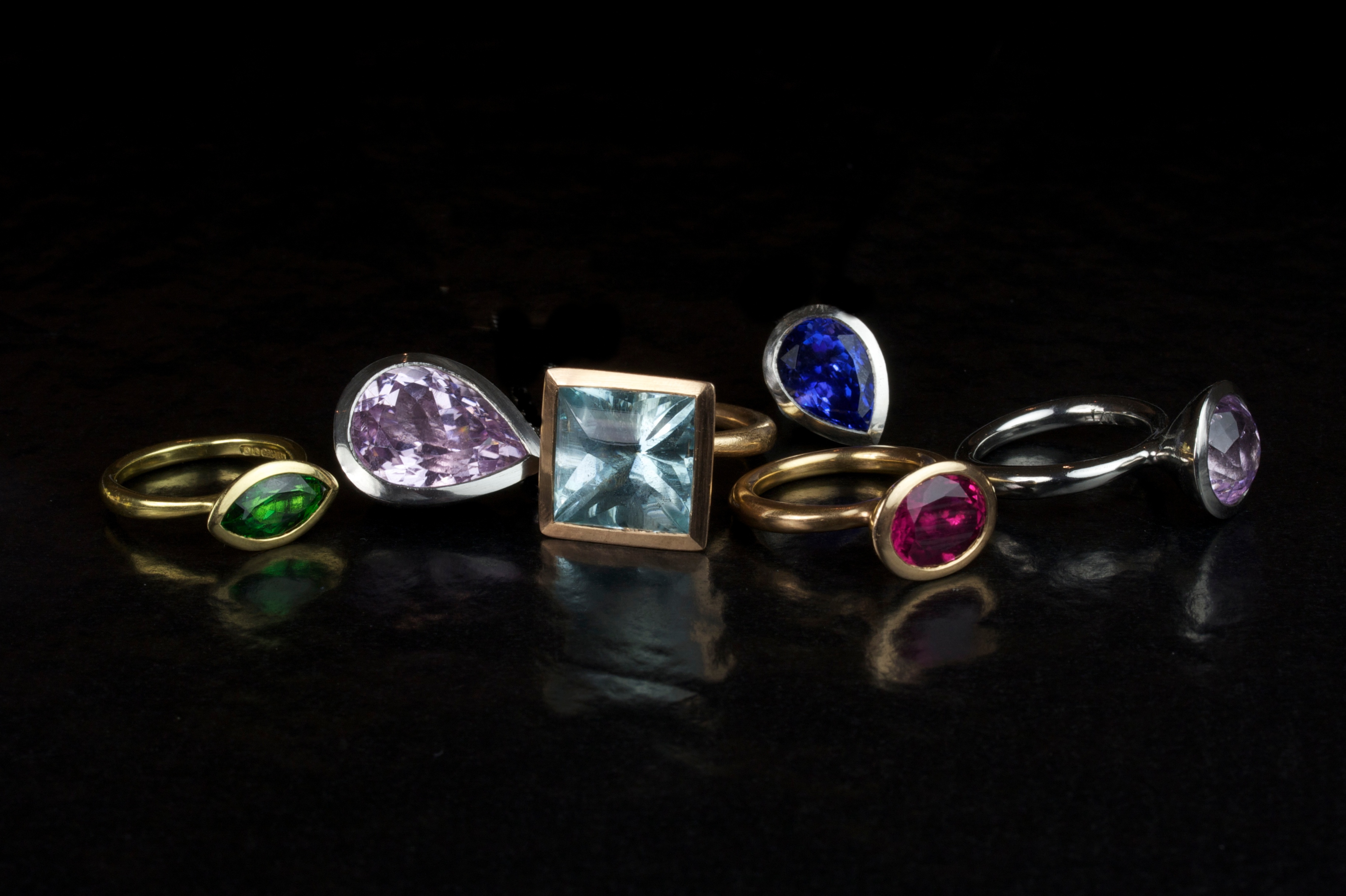
Colección de anillos "Delphi Rings" de la casa

## Colaboraciones
Wright & Teague ha colaborado con numerosas empresas (algunas también dedicadas a la joyería), como Swarovski, A&K u Oxfam.

## Apariciones de joyas en cine y televisión
- Contribución con anillos usados por Cate Blanchett en Elizabeth y en su secuela Elizabeth: la edad de oro.
- Las joyas utilizadas por Renée Zellweger en Bridget Jones: The Edge of Reason.
- Contribución de la joyería utilizada en El fantasma de la ópera.
- Joyas usadas en la Saga de películas de Harry Potter.

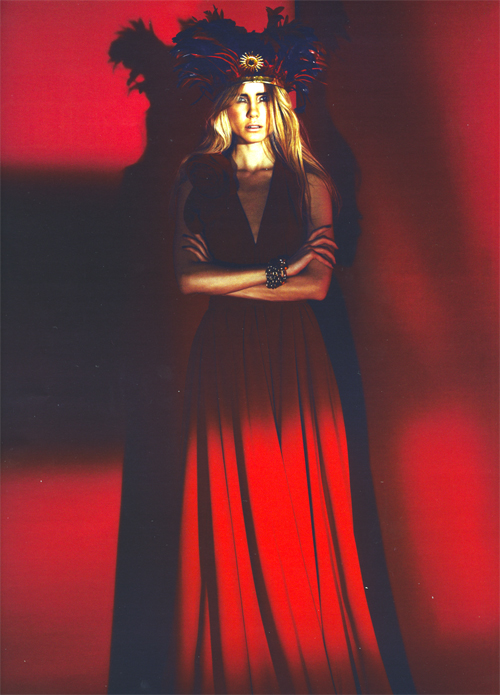
Tocado de plumas y joyas diseñado por Wright & Teague

## Publicaciones
Diversas editoriales en la prensa de moda y periódicos nacionales han publicado diseños de Wright & Teague, como las revistas Harper's Bazaar, Vogue, Wallpaper, Wonderland y Vanity Fair. Recientemente la revista de moda Vogue de Reino Unido ha ofrecido patrocinar la publicidad de la empresa, en la que aparecen las modelos Gisele Bündchen y Jessica Stam.

## Clientes
La joyería de Wright & Teague se ha convertido en una de las favoritas de las celebridades, sobre todo entre los jóvenes británicos famosos: Keira Knightley, Kate Winslet, Claire Danes y Gisele Bündchen son algunas de las estrellas que han usado piezas de la firma.

## Curiosidades
- Gary Wright y Sheila Teague son los padres de Bonnie Wright, la actriz británica que interpreta a Ginny Weasley en la Saga de Películas de Harry Potter.